# Absurdistan (pel·lícula)
Absurdistan és una pel·lícula de comèdia alemanya-francesa de 2008 escrita i dirigida per Veit Helmer.
Va formar part de la Competició Dramàtica de Cinema Mundial al Festival de Cinema de Sundance de 2008. També es va presentar al 30è Festival Internacional de Cinema de Moscou.

## Argument
La pel·lícula està ambientada en un remot i oblidat poble de muntanya del desert de l'antiga Unió Soviètica, i narra un enfrontament entre sexes: les dones locals decideixen no tenir relacions sexuals (vaga sexual) fins que els seus marits mandrosos arreglin la canonada que porta l'aigua del poble. Els joves amants Aya i Temelko es veuen atrapats en la discussió i Temelko es decideix a arreglar el gasoducte perquè pugui estar amb ella.

## Repartiment
- Kristýna Maléřová com Aya
- Max Mauff com a Temelko
- Nino Chkheidze com l'àvia de l'Aya
- Vano Yantbelidze com a Dantscho, el propietari de la galeria de rodatge
- Ani Amiridze com a Lenora, la filla de Dantscho
- Ilko Stefanovski com a Guri, el pare de Temelko
- Assun Planas com la mare de Temelko
- Otto Kuhnle com el barber
- Hijran Nasirova com a dona del barber
- Hendrik Arnst com a propietari
- Olga Nefyodova com a dona del propietari
- Adalet Zyadhanov com a policia
- Matanat Atakishiyeva com a dona del policia
- Azelarab Kaghat com a Baker
- Michaela Bandi com a dona de Baker
- Blagoja Spirkovski-Dzumerko com a sabater
- Dace Bonate com a dona del sabater
- Elhan Guliyev com a conductor d'autobús
- Julietta Koleva com a dona del conductor de l'autobús
- Helder Costa com a Doctor
- Monica Calle com a dona del metge
- Kazim Abdullayev com a Pastor
- Firangiz Babyeva com a dona del pastor
- László Nemeth com a carter
- Sarah Bensoussan com a dona del carter
- Mubariz Alixanli com a rellotger
- Khatuna Ioseliani com a dona del rellotger
- Nurradin Guliyev com a apicultor
- Elena Spitsina com a dona de l'apicultor
- Radomil Uhlir com a carnisser
- Suzana Petricevic com a dona del carnisser
- Rafiq Azimov com a fuster
- Nelli Cozaru com a esposa del fuster
- Vlasta Velisavljevic com a veterà
- Gisela Fritsch com a àvia (veu)

## Producció

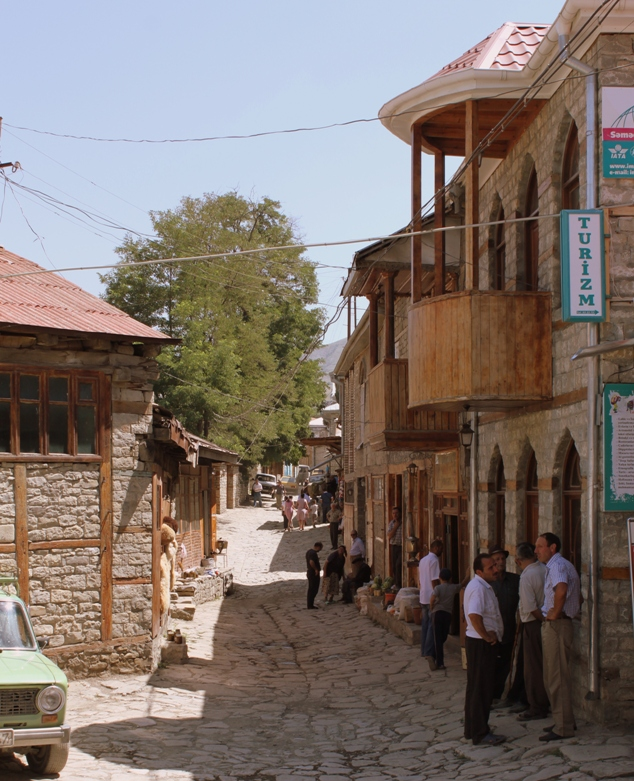
Absurdistan fou filmada en exteriors a Lahıc (Ismailli), Azerbaijan.

Helmer va començar a escriure el guió després de llegir un diari del 2001 sobre les dones del poble turc de Sirt que es negaren a allotjar els seus marits fins que arreglaven un gasoducte trencat. Va col·laborar amb Gordan Mihic i Zaza Buadze en el guió, rebent finançament de Sources2, el Mediterranean Film Institute i el programa MEDIA New Talent de la Comissió Europea. Tot i que la pel·lícula es va fer amb un pressupost baix, Helmer va poder reunir un repartiment de 40 actors de 14 països diferents. La major part d'Absurdistan es va rodar a Lahıc (Ismailli), Azerbaidjan durant un període de nou setmanes l'estiu de 2006. Com que no hi ha hotels al poble, la majoria dels 90 membres de la tripulació es van haver d'allotjar amb vilatans. Es van filmar escenes addicionals a Çayqaraqoyunlu, Shaki i Tbilisi.

## Estrena
Absurdistan es va estrenar al Festival de Sundance de 2008 on va ser nominada al Gran Premi en la categoria World Cinema Dramatic. Es va estrenar als cinemes d'Alemanya el 20 de març de 2008.

## Premis
- Premi especial 2008 als Bayerischer Filmpreis (Veit Helmer)
- 2008 Premi Cinema d'or al millor disseny de producció als Deutscher Filmpreis (Erwin Prib)
- 2009 Premi Internacional de Fantasia al Fantasporto (Veit Helmer)
- Gran Premi 2009 a la millor pel·lícula a Mediawave, Hongria (Veit Helmer)